# كأس النمسا 2006–07
كأس النمسا 2006–07 (بالألمانية: Österreichischer Fußball-Cup 2006/07)‏ هو الموسم 73 من كأس النمسا. أقيم خلال الفترة 14 يوليو 2006 وحتى 1 مايو 2007، وأشرف على تنظيمه اتحاد النمسا لكرة القدم، وكان عدد الأندية المشاركة فيه 82، وفاز فيه أوستريا فيينا.